# 17247 Vanverst
17247 Vanverst (2000 GG105) là một tiểu hành tinh vành đai chính được phát hiện ngày 7 tháng 4 năm 2000 bởi nhóm nghiên cứu tiểu hành tinh gần Trái Đất phòng thí nghiệm Lincoln ở Socorro.